# Nannastacus ossiani
Nannastacus ossiani är en kräftdjursart som beskrevs av Stebbing 1900. Nannastacus ossiani ingår i släktet Nannastacus och familjen Nannastacidae. Inga underarter finns listade i Catalogue of Life.